# Rhoecoptera gigas
Rhoecoptera gigas är en fjärilsart som beskrevs av Walsingham 1891. Rhoecoptera gigas ingår i släktet Rhoecoptera och familjen praktmalar, Oecophoridae. Inga underarter finns listade i Catalogue of Life.